# پالینسور
پالینسور یک منطقهٔ مسکونی در سومالی است که در Mudug واقع شده‌است.